# Wiesenbach (Gölsen)
Der Wiesenbach ist ein linker Zufluss zur Gölsen westlich von St. Veit an der Gölsen in Niederösterreich. Er fließt durch die Ortsteile Außer‑Wiesenbach und Inner‑Wiesenbach und gibt damit dem Gebiet den Namen. Diese Ortschaften sind Teil der Marktgemeinde St. Veit an der Gölsen und sind geographisch durch verstreute Häuserstrukturen in das Gölsental eingebettet. Am Wiesenbach liegt auch das Gasthaus Hasenwirt.
Der Wiesenbach entspringt zwischen Schwarzkogel (1278 m ü. A.) und Reisalpe (1399 m ü. A.) und nimmt in seinem Quellgebiet, anfangs fließend durch das Engeltal, zahlreiche Zubringer auf, als Größte den Weidenthaler Bach und den rechts aus dem Schindeltal zufließenden Schindelbach, der mit seinen Zuflüssen auch den westlichen Ebenwald entwässert. Ein bedeutender Zubringer ist auch der Steigenbach, der beim Sengenebenberg (1104 m ü. A.) hervorquellt, in Wiesenbach münden aber auch weniger wichtige Zuflüsse ein, bis der Wiesenbach westlich von Wiesenfeld von links in die Göslen einfließt.
Sein Einzugsgebiet umfasst 43,7 km² in stellenweise offener Landschaft.